# Ectropis mixta
Ectropis mixta är en fjärilsart som beskrevs av Tutt 1905. Ectropis mixta ingår i släktet Ectropis och familjen mätare. Inga underarter finns listade i Catalogue of Life.